# کمال‌آباد (لارستان)
کمال‌آباد، روستایی در دهستان بالاده بخش بیرم شهرستان لارستان در استان فارس ایران است.

## جمعیت
بر پایه سرشماری عمومی نفوس و مسکن در سال ۱۳۹۵، جمعیت این روستا برابر با ۱۷۶ نفر (۵۸ خانوار) بوده است.